# Christopher Sembroski
Christopher Sembroski (28 agosto 1979) è un ingegnere militare e astronauta statunitense. Nel settembre 2021 è partito per la missione spaziale Inspiration4 di tre giorni a bordo della Crew Dragon Resilience con il ruolo di ingegnere di volo. Fu il primo volo spaziale composto da un equipaggio di soli membri civili. Uno degli obiettivi della missione era raccogliere donazioni per il St. Jude Children's Research Hospital.

## Biografia
Christopher Sembroski è un data engineer americano, veterano dell'Air Force e astronauta commerciale. Vive a Everett, Washington, negli Stati Uniti. È stato affiancato al miliardario Jared Isaacman durante la missione orbitale Inspiration4.
È cresciuto a Kannapolis, nella Carolina del Nord. Durante il college, si è offerto volontario per ProSpace, un'organizzazione senza scopo di lucro che sostiene il volo spaziale privato. È stato inoltre consulente presso lo Space Camp, un campo educativo finanziato dal governo a Huntsville, in Alabama, che promuove scienza, tecnologia, ingegneria e matematica a bambini e adolescenti. Dopo il college, si è unito alla United States Air Force come tecnico elettromeccanico di stanza presso la base aeronautica di Malmstrom a Great Falls, nel Montana.

## Carriera
È un dipendente di Lockheed Martin e astronauta commerciale per la missione Inspiration4. La possibilità di partecipare alla missione gli è stata assegnata dopo che un amico aveva rifiutato il premio, trasferendolo a Sembroski. L'amico, che conosceva Sembroski dalla Embry-Riddle Aeronautical University in Florida, rimane anonimo.
Sembroski è anche un astronomo dilettante e appassionato di razzi. Ha ricevuto il nome in codice "Hanks" durante l'addestramento.
È apparso sulla copertina di un numero doppio della rivista Time con il resto dell'equipaggio della missione Inspiration4 nell'agosto 2021.